# Sabirni logor Danica
Logor "Danica" je bio ustaški sabirni logor u blizini Koprivnice osnovan 15. travnja 1941. godine. Logor Danica je prvi ustaški logor i nalazio se u prostorijama nekadašnje tvornice umjetnih gnojiva  "Danica" u Koprivnici.
U noći od 22.  na 23. lipnja 1941. zatvorenici uglavnom Židovi su bili privedeni u logor "Danicu". Specijalnom naredbom od 8. srpnja 1941. organiziran je transport zatvorenika u logor. Logor Danica ukinut je u jesen 1941. godine.

## Povijest logora
Prema pretpostavci povjesničara Zdravka Dizdara, ideja o lociranju prvog ustaškog logora u Koprivnici, tj. u tvornici "Danica", proizašla je najverojatnije iz prijedloga nekog od koprivničkih ustaša, još u emigraciji u Italiji, pred Drugi svjetski rat, predloživši ovu ideju ustaškom vođi Anti Paveliću. Prema Dizdarevoj pretpostavci vjerojatno je riječ o Miji Bziku, potonjem ustaškom pukovniku.
Logor je formiran već 15. travnja 1941., samo pet dana nakon proglašenja NDH. Prvi zatočenici su u logoru izolirani između 18. i 24. travnja 1941. Riječ je o manjoj grupi lokalnih stanovnika srpske, hrvatske i židovske nacionalnosti, uhićenih u gradu Koprivnici i okolini. Prvi upravnik logora bio je koprivnički ustaša-emigrant Martin Nemec (1947. osuđen je na smrt).
Već 4. svibnja 1941. u logoru je bilo 763 logoraša, a 18. svibnja - 1007, 30. lipnja - 2175, a 15. srpnja 1941. - 2656 logoraša. U drugoj polovici srpnja 1941. dolazi do prebacivanja logoraša iz logora Danica u ustaške logore u Lici (logor Gospić, logor Jadovno), tako da je do kraja srpnja iz logora Danica za Gospić upućeno 1960 logoraša, dok ih je 76 oslobođeno.
Potpuni, a možda ni približni, registar logoraša nije moguće utvrditi zbog činjenice da nisu sačuvane upisne knjige zatočenika logora Danica. Zapravo, sačuvano je svega nekoliko stranica jedne od evidencijskih knjiga logora.
Prema izjavi logorskog blagajnika Martina Kokora, datoj 1946., kroz logor Danica prošlo je oko 5.600 zatočenika, međutim ova brojka ni približno nije dokazana metodom poimenične identifikacije.
U logoru su boravili zatočenici iz mnogih dijelova Hrvatske, Bosne i Hercegovine i Srijema. NDH je imala ukupno 142 kotara, a u logoru su bili zatočeni logoraši iz 80 kotara. Kada govorimo o području današnje Republike Hrvatske, u logoru su bili zatočeni stanovnici Slavonije, Banije, većeg dijela sjeverozapadne Hrvatske (Moslavina, Podravina i Hrvatsko Zagorje) i dijelova Korduna. Kada govorimo o području Bosne i Hercegovine, u logoru su bili zatočeni stanovnici većih gradova koji su željeznicom bili povezani sa Zagrebom i Križevcima (Mostar, Sarajevo, Derventa, itd). Sa područja Bosanske krajine i istočne Hercegovine u logoru je bio zatočen vrlo mali broj logoraša upravo zbog prometne nepovezanosti sa sjeverozapadnom Hrvatskom, ali su na ovim područjima lokalno stanovništvo ustaše ubijali u svojim naseljima. Isto se odnosi i na Liku i istočnu Bosnu.
Prvi željeznički transport logoraša koji je pristigao u logor Danica bio je transport 504 zatočenika srpske nacionalnosti iz kotara Grubišno Polje, koji su pristigli u logor preko Zagreba, 29. travnja 1941. godine Riječ je o osobama uhaićenim nakon 26. travnja 1941, prema naredbi šefa Ustaške nadzorne službe Eugena Dide Kvaternika.
O dolasku prve grupe logoraša u logor 29. travnja 1941., svjedočio je 1955. Jakob Čani, radnik u nekadašnjoj tvornici koji je stanovao u njezinom krugu.
Veća grupa logoraša srpske nacionalnosti transportirana je 30. lipnja 1941. iz logora Danica stočnim vagonima ka Gospiću, i zatim izolirana u logorima Gospić i Jadovno. Pretpostavlja se da je čitava grupa od 504 srpska zatočenika iz Grubišnog Polja transportirana iz Danice u Liku gdje su pobijeni. Poznata su imena 557 stanovnika kotara Grubišno Polje koji su stradali u ustaškim logorima u Lici.

## Položaj logoraša
Od samog početka postojanja logora, zatočenici su bili izloženi mučenju koju su sprovodili uprava i stražari. U batinanju logoraša naročito su se isticali sinovi upravnika logora Martina Nemeca: Martin (mlađi) i Vinko (Martin je uhvaćen kao križar poslije rata i osuđen je na smrt 1948., dok je Vinko poginuo kao ustaša prilikom prvog oslobođenja Koprivnice 1943. 
Logoraši su bili prisiljeni obavljati besmislene fizičke poslove: npr. da zatrpavaju protutenkovske rovove koje je iskopala Vojska Kraljevine Jugoslavije uoči rata.
Logoraš Stevo Petrović iz sela Plavšinac pokraj Koprivnice boravio je u logoru oko 3 mjeseca, krajem 1941. godine. On je 1946. svjedočio o specifičnom vidu torture nad logorašima:
Iako logor Danica nije bio logor namijenjen za masovno istrijebljenje, već je imao ulogu sabirnog logora gdje su sabirani zatočenici koji su zatim transportirani u druge logore ili na stratišta gdje su ih ustaše ubijali, ipak je određen i nimalo zanemariv broj logoraša ubijen u Danici. U literaturi se navodi da je "200-300 ljudi izgubilo život u samom logoru". Neki od njih su podlegli torturi, dok su ostali strijeljani u obližnjoj šumi.

Od lipnja do prosinca 1945. je logor Danica ponovno profunkcionirao i u prvom redu služio za deportaciju zarobljenika u ruske gulage, pretežito diljem Sibira, odakle se do prije 1990. skoro nitko više nije vratio. Postoji i dokumentacija o radu logora Danica nakon svibnja 1945., ali ona je još uvijek nedostupna istraživačima zbog činjenice da još ima živih ljudi koji su upravljali logorom nakon rata ili u njemu radili na nekoj dužnosti. Izjave preživjelih ruskih gulaga i izjave pobjeglih na transportu do gulaga nisu službeno dokumentirani.[neaktivna poveznica]

## Spomen područje Danica
Spomen područje Danica egzistira kao izdvojena organizacijska jedinica Muzeja grada Koprivnice. Formiranje memorijala započelo je 1979. na lokaciji nekadašnjeg logora. Objekt koji je preuređen u spomen-muzej bio je do uspostavljanja logora 1941. konjušnica tvorničkog kompleksa. Arhitekt Lenko Pleština realizirao je podizanje spomenika "Vješala" (1979.) u krugu spomen područja. 
Tijekom 1992. godine, gradske vlasti su iz centra Koprivnice u krug memorijala Danica premjestile spomenik "Izvidnica", u slavu izginulih boraca NOR-a sa koprivničkog područja kojeg je izradio poznati hrvatski kipar Ivan Sabolić.
Spomen područje je bilo zapušteno i mjestimično devastirano u razdoblju od 1991. do 2003. što je bio odraz kulturne politike revizionističke i nacionalističke klime u Republici Hrvatskoj nakon 1990. godine. Spomen područje je obnovljeno 2005. i danas se nalazi u okviru Muzeja grada Koprivnice.

## Galerija
- Spomen muzej i izvidnički toranj
- Unutarnji prostor
- Spomenik palim borcima iz Koprivnice u NOB-u
- Zid sa popisom poginulih logoraša
- Logorske zgrade
- Ostaci zida strijeljanih logoraša
- Vodeni toranj–izvidnica
- Ulaz u logor

## Vanjske poveznice
- Spomen područje Danica - Muzej grada Koprivnice